# Coelioxys aspaste
Coelioxys aspaste är en biart som beskrevs av Holmberg 1916. Coelioxys aspaste ingår i släktet kägelbin, och familjen buksamlarbin. Inga underarter finns listade i Catalogue of Life.